# Rebecca Netzler
Rebecca Netzler (Östersund, 22 de julio de 1995) es una deportista sueca que compite en vela en la clase 49er FX.
Participó en los Juegos Olímpicos de París 2024, obteniendo una medalla de plata en la clase 49er FX (junto con Vilma Bobeck).
Ganó tres medallas en el Campeonato Mundial de 49er, entre los años 2022 y 2024, y una medalla de plata en el Campeonato Europeo de 49er de 2022.

## Palmarés internacional
| \| Juegos Olímpicos \| Juegos Olímpicos \| Juegos Olímpicos \| Juegos Olímpicos \| \| Año \| Lugar \| Medalla \| Clase \| \| ------------------ \| -------------------------- \| ---------------- \| ---------------- \| \| 2024 \| París (Francia) \| Medalla de plata \| 49er FX \| \| Campeonato Mundial \| \| \| \| \| Año \| Lugar \| Medalla \| Clase \| \| 2022 \| St. Margarets Bay (Canadá) \| Medalla de plata \| 49er FX \| \| 2023 \| La Haya (Países Bajos) \| Medalla de oro \| 49er FX \| \| 2024 \| Lanzarote (España) \| Medalla de plata \| 49er FX \| \| Campeonato Europeo \| \| \| \| \| Año \| Lugar \| Medalla \| Clase \| \| 2022 \| Aarhus (Dinamarca) \| Medalla de plata \| 49er FX \| |                            |                  |         |
| Juegos Olímpicos |                            |                  |         |
| Año | Lugar                      | Medalla          | Clase   |
| 2024 | París (Francia)            | Medalla de plata | 49er FX |
| Campeonato Mundial |                            |                  |         |
| Año | Lugar                      | Medalla          | Clase   |
| 2022 | St. Margarets Bay (Canadá) | Medalla de plata | 49er FX |
| 2023 | La Haya (Países Bajos)     | Medalla de oro   | 49er FX |
| 2024 | Lanzarote (España)         | Medalla de plata | 49er FX |
| Campeonato Europeo |                            |                  |         |
| Año | Lugar                      | Medalla          | Clase   |
| 2022 | Aarhus (Dinamarca)         | Medalla de plata | 49er FX |